# نائویرو آهامادا

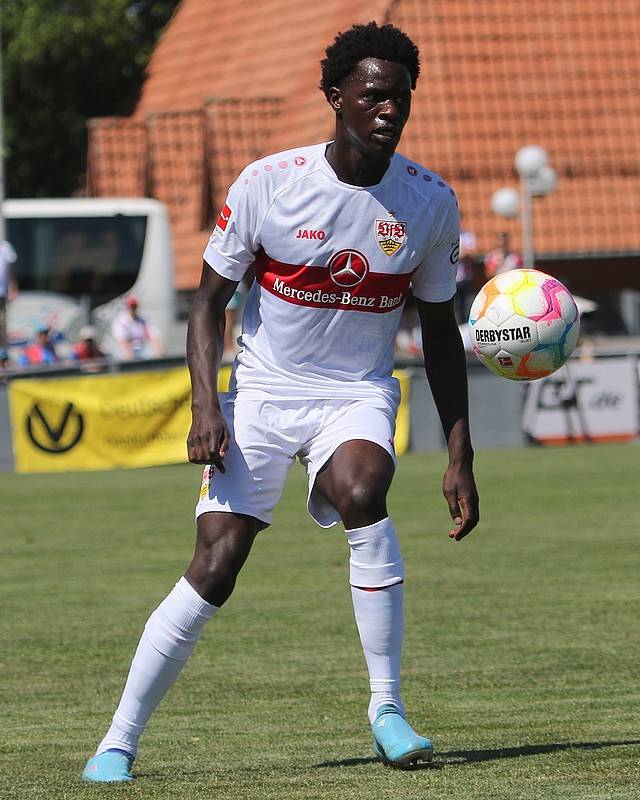
نائویرو آهامادا

نائویرو آهامادا (انگلیسی: Naouirou Ahamada؛ زادهٔ ۲۹ مارس ۲۰۰۲) بازیکن فوتبال اهل فرانسه است که در پست هافبک بازی می‌کند.
از باشگاه‌هایی که در آن بازی کرده‌است می‌توان به اشتوتگارت اشاره کرد.
وی همچنین در تیم‌های ملی فوتبال France national under-16 football team، زیر ۱۷ سال فرانسه، و زیر ۱۸ سال فرانسه بازی کرده‌است.